# 阎敦实
阎敦实（1933年7月—2020年2月18日），男，湖南长沙人，中国石油工作者，原石油工业部副部长。

## 生平
1933年7月生于甘肃兰州。1954年毕业于西北大学地质学系石油与天然气勘探专业，1958年赴苏联石油及天然气勘探开发研究所实习。1959年回国，在北京石油工业部石油勘探开发科学研究院工作，任全国石油地质综合研究院院长。1961年加入中国共产党。1964年至1965年在渤海湾工作。1975年至1978年6月，在华北石油会战指挥部任副总指挥总地质师。1978年至1993年任石油工业部副部长、总地质师，是石油工业元老余秋里和康世恩在石油勘探方面的主要谋士。1978年，参与创立中国石油学会，任首届副理事长。1985年，主持的课题《渤海湾盆地复式油气聚集（区）带勘探理论及实践——以济阳等拗陷复杂断块油田的开发为例》获国家科技进步奖特等奖。
1994年，离任石油天然气总公司总地质师职务，开始从事替代能源研究，担任中国矿业联合会地热开发管理专业委员会总顾问。1998年，成为国务院派出的第一批国有重点大型企业稽察特派员。2000年至2003年1月出任国有重点大型企业监事会主席，分管第02办事处。
2019年获西北大学玉兰奖。2020年2月18日20时在北京逝世，享年87岁。
女儿阎家泓，继承父业。

## 出版物
- 阎敦实 (编). . 北京: 石油工业出版社. 1993年10月. ISBN 7502108602.
- 阎敦实; 于英太 (编). . 武汉: 中国地质大学出版社. 2000年. ISBN 9787562515876.
- 赵天池; 阎敦实 (口述). . 天津: 天津人民出版社. 2013年9月. ISBN 9787201083537.